# (34710) 2001 OS97
2001 OS97 (asteroide 34710) é um asteroide da cintura principal. Possui uma excentricidade de 0.12983320 e uma inclinação de 11.78103º.
Este asteroide foi descoberto no dia 25 de julho de 2001 por NEAT em Haleakala.